# Cymothoa slusarskii
Cymothoa slusarskii es una especie de crustáceo isópodo marino del género Cymothoa, familia Cymothoidae. Fue descrita científicamente por Rokicki en 1986.

## Distribución
Esta especie se encuentra en Marruecos y el norte del océano Atlántico.